# Paranocaracris elegans
Paranocaracris elegans är en insektsart som beskrevs av Leo L. Mishchenko 1951. Paranocaracris elegans ingår i släktet Paranocaracris och familjen Pamphagidae. Inga underarter finns listade i Catalogue of Life.